# Cardenete
Cardenete é um município da Espanha, na província de Cuenca, comunidade autônoma de Castela-Mancha. Tem 97,51 km² de área e em 2021 tinha 488 habitantes (densidade: 5 hab./km²). Limita com os municípios de Arguisuelas, Carboneras de Guadazaón, Villar del Humo, Víllora e Yémeda.